# 阿肯色州議會大廈
阿肯色州議會大廈，是位於美國阿肯色州的首府小岩城，是阿肯色州政府的辦公機關所在地。其建造期總共花了16年——從1899年到1915年。其外部是石灰石構成，其大門是以一萬元美金自紐約的Tiffany買來的，是以銅製成高約3公尺厚約10公分，其圓頂更是全部貼著24K金的金箔。

## 外部連結
- 官方网站
- Arkansas State Capitol （页面存档备份，存于） at the Encyclopedia of Arkansas
- OpenStreetMap上有關阿肯色州議會大廈的地理